# Хауза
Хауза (арабски الحوزة произнася се al-Hawza) е град в северната част на Западна Сахара. Населението на градът през 2004 година е било 8769 души.
През октомври 1975 година, испанските военни сили изтеглили групата воиници разположени в града. Временно, градът е бил столицата на Западна Сахара. До 1984 година, Хауза е бил разделен на 2 части- северната част на градът е била част от Мароко, докато южната част е била собственост на Западна Захара. През 1984 година, двете части на града се обединяват под контрола на Западна Сахара.

## Побратимени градове
- Льо Ман, Франция